# Eleven (álbum)
Eleven é o décimo primeiro álbum da banda japonesa de hard rock B'z, lançado em 6 de dezembro de 2000 pela Rooms Records. Vendeu 1.132.180 cópias no total, chegando à 1ª colocação da Oricon.

## Faixas
Todas as letras escritas por Koshi Inaba, todas as músicas compostas por Tak Matsumoto.
| N.º            | Título                                             | Duração |  |
| 1.             | " I "                                              | 0:24    |  |
| 2.             | "Seventh Heaven"                                   | 4:10    |  |
| 3.             | "Shinjiru Kurai Ii Darou" (信じるくらいいいだろう) | 3:39    |  |
| 4.             | "Ring"                                             | 3:59    |  |
| 5.             | "Ai no Prisoner" (愛のprisoner)                    | 4:09    |  |
| 6.             | "Kirameku Hito" (煌めく人)                         | 2:57    |  |
| 7.             | "May"                                              | 4:18    |  |
| 8.             | "Juice (PM mix)"                                   | 4:02    |  |
| 9.             | "Raging River"                                     | 7:32    |  |
| 10.            | "Tokyo Devil"                                      | 3:25    |  |
| 11.            | "Kobushiwonigire" (コブシヲニギレ)                 | 4:32    |  |
| 12.            | "Thinking of You"                                  | 4:30    |  |
| 13.            | "Tobira" (扉)                                      | 2:51    |  |
| 14.            | "Konya Tsuki no Mieru Oka ni" (今夜月の見える丘に) | 4:10    |  |
| Duração total: | Duração total:                                     | 54:39   |  |

## Músicos
- Tak Matsumoto (guitarra, baixo)
- Koshi Inaba (vocais, gaita)

### Membros adicionais
- Akihito Tokunaga (clarinete) - Faixa 2
- Akira Onozuka (piano acústico) - Faixas 4, 7, 9, 14
- Brian Tichy (bateria) - Faixas 2, 5, 8
- Daisuke Ikeda (arranjo de cordas) - Faixas 4, 9
- Fingers (baixo) - Faixa 8
- Futoshi Kobayashi (trompete) - Faixa 2
- Hideo Yamaki (bateria) - Faixas 4, 9, 12
- Kaichi Kurose (bateria) - Faixas 3, 6, 10, 11, 13
- Katsunori "hakkai" Hatakeyama (gongo chinês) - Faixa 10
- Kazuki Katsuta (saxofone) - Faixa 2
- Koji "Kiratoh" Nakamura (baixo) - Faixas 4, 12, 14
- Masao Akashi (baixo) - Faixas 3, 6, 10, 11
- Shinozaki Strings (cordas) - Faixas 4, 9
- Shiro Sasaki (trompete) - Faixa 2
- Showtaro Mitsuzono (baixo) - Faixa 13
- Tama Chorus (refrão mixado) - Faixa 9
- Vagabond Suzuki (baixo) - Faixas 7, 9
- Wakaba Kawai (trombone) - Faixa 2